# Баден
49°01′00″ пн. ш. 8°24′00″ сх. д. / 49.01666667° пн. ш. 8.4° сх. д.
Ба́ден (нім. Baden) — історичний регіон на південному заході Німеччини, у складі Баден-Вюртембергу. Колишнє маркграфство (1121—1803), курфюрство (1803—1806), велике герцогство (1806—1918), республіка (1918—1933), намісництво (1933—1945) і земля (1945—1952). Головні міста — Баден-Баден, Карлсруе.
Історично обіймав обидва береги Верхнього Рейну, але після наполеонівських воєн термін застосовують лише для терену на схід від Рейну.

## Історія
Маркграфи Бадену походили з дому Церінгенів. Баден названий на честь резиденції маркграфів, замку Гогенбаден у Баден-Бадені. Герман II Баденський вперше здобув титул маркграфа Бадена в 1112 році. Єдине Баденське маркграфство існувало з цього часу до 1535 року, коли воно було розділене на дві частини: Баден-Дурлаське і Баден-Баденське маркграфства. Після руйнівної пожежі в Баден-Бадені в 1689 році столиця була перенесена в Раштат.
1771 року Баден-Дурлаське і Баден-Баденське маркграфства знову об'єдналися в одну державу під проводом маркграфа Карла-Фрідріха. 1803 року він добився для неї статусу курфюрства у складі Священної Римської імперії.
Після ліквідації Священної Римської імперії в 1806 році Баденське курфюрство було перетворене на Велике герцогство Баденське. 1871 року воно увійшло до складу Німецької імперії на правах автономної держави.
1918 року, з проголошенням Веймарської республіки, монархію у Великому герцогстві Баденському було скасовано. Замість герцогства постала автономна Баденська республіка, що перебувала у складі демократичної Німеччини.
1933 року Баденську республіку перетворили на гау Баден Третього Рейху.
1945 року територія Бадену була окупована французько-американськими військами. Французи зайняли терени Південного Бадену, а американці — землю Вюртемберг-Баден.
1952 року Південний Баден і Вюртемберг-Баден були об'єднані у Баден-Вюртемберг у складі Федеративної Республіки Німеччина.

## Географія
Баден розташований на південному заході Німеччини, більшість великих міст розташовані на Верхньорейнській рівнині. Область Баден, обмежена Боденським озером на півдні та річкою Рейн на півдні та заході, простягається від Лінцгау, Лерраха та Фрайбурга до Карлсруе, а потім до Мангайма, що веде до річок Майн і Таубер.
На заході лежить французький історичний регіон Ельзас, на півдні Швейцарія, Пфальц на північному заході, Гессен на півночі та частина Баварії на північному сході. Його східна межа з регіоном Вюртемберг проходить від Крайхгау через Шварцвальд, а від деяких частин Шварцвальду до Рейну відстані досягають 18 км у так званому «Веспентайле» поблизу Гаггенау.